# Karl Friedrich Wimmenauer
Karl Friedrich Wimmenauer (* 25. April 1844 in Neckarsteinach; † 10. Februar 1923 in Gießen) war ein deutscher Forstwissenschaftler.

## Leben
Karl Wimmenauer war ein Sohn des Pfarrers Christian Ludwig Wimmenauer, absolvierte nach dem Abitur im Jahre 1861 ein Studium der Forstwissenschaft an der Justus-Liebig-Universität Gießen und wurde nach der Fakultätsprüfung 1864 und der Staatsprüfung 1868 mit Vermessungs- und Forsteinrichtungsaufgaben beschäftigt, die zur Unterstützung der Gerbrindegewinnung bestimmt waren.
Er wurde stellvertretender Verwalter der großherzoglichen Oberförsterei in Nieder-Eschbach und kam im Januar 1872 als Oberförster in den Dienst des Fürsten Ludwig zu Solms-Hohensolms-Lich. Dieses Amt – 1874 zum Forstrat und Leiter der gesamten fürstlichen Forstverwaltung befördert – hatte er bis 1887 inne, als er nach der Promotion zum Dr. phil. am 12.  April
des Jahres außerordentlicher Professor
der Forstwissenschaft an der Philosophischen Fakultät der Universität Gießen wurde.
Im Januar 1888 verfasste er als Vorstandsmitglied des hessischen Forstvereins  einen Aufruf zur Einsendung von Beiträgen bezüglich der Errichtung eines Denkmals für Carl Heyer.
Am 3. März 1888 hielt er seine akademische Antrittsrede mit dem Titel Über den Streit über die forstlichen Reinerträge.
Vom 21. Juli 1888 bis 1915 war er Ordinarius mit den Fachgebieten Forstvermessung, Waldwegebau, Holzmesskunde, Forsteinrichtung, Waldwertrechnung, Statik sowie Jagd- und Fischereikunde, Forstverwaltungslehre und Forstgeschichte.
Vom 25. November 1904 an leitete er die forstliche Versuchsstation in Gießen,  dem  ältesten Universitätsforstinstitut der Welt. Sie wurde 1882 durch den Forstwissenschaftler Richard Heß gegründet und aus dem sich der Akademische Forstgarten Gießen entwickelte.
Gemeinsam mit Richard Hess führte Wimmenauer die Versuchsstation zu einer Einrichtung, die einen guten Ruf hatte und im In- und Ausland große Anerkennung fand.
1915 ging Wimmenauer auf eigenen Wunsch aus gesundheitlichen Gründen in den Ruhestand.

### Familie
1873 heiratete er Julie Beck († 1905), mit der er die Kinder Julie Magdalene (1876–1941, ∞ 1902 Michael Franz Birnbaum), Karl Gottwald (* 1881, Mediziner) und Karoline Aurelie (* 1887, ∞ 1910 Wilhelm Michel (1884–1963, Oberlehrer)) hatte.

### Öffentliche Ämter
- 1904 Stadtverordneter in Gießen

## Schriften (Auswahl)
- 1888 Über den Streit um die forstlichen Reinerträge (akademische Antrittsrede)
- 1891 Grundriß der Waldwertrechung und forstlichen Statik nebst einer Aufgaben-Sammlung
- 1897 Die Hauptergebnisse 10jähriger forstlich phänologischer Beobachtungen in Deutschland 1885 bis 1894[6]
- 1907 Der forstwissenschaftliche Unterricht an der Universität Gießen

## Auszeichnungen
- 12. November 1904 Geheimer Forstrat